# اسپاتس‌ویل کورت‌هاوس (ویرجینیا)
اسپاتس‌ویل کورت‌هاوس (به انگلیسی: Spotsylvania Courthouse) یک منطقهٔ مسکونی در ایالات متحده آمریکا است که در شهرستان اسپوت‌سیلوانیا، ویرجینیا واقع شده‌است. اسپاتس‌ویل کورت‌هاوس ۲۲٫۵ کیلومتر مربع مساحت و ۴٬۲۳۹ نفر جمعیت دارد و ۹۱ متر بالاتر از سطح دریا قرار دارد.